# 彰化縣廢止與缺號鄉道列表
彰化縣廢止與缺號鄉道列表列出彰化縣境內目前缺號的鄉道主線編號之詳細歷史資料及現況。

## 缺號鄉道路線
- 彰13線：

- 起訖點：打鐵山～莿桐腳
- 詳細起點：今日和美鎮竹圍里打鐵山，岔路上。
- 詳細終點：今日彰化市向陽里莿桐腳，岔路上。
- 里程：4.300k（1983年）
- 歷史沿革：

1. 1961年：編列為彰投13線，起訖點溪尾寮～烏溪橋南岸,里程4.132K。另有二條支線：

| 編號 | 名稱           | 里程 (km) | 現今路線                                                                 |
| ---- | -------------- | --------- | ------------------------------------------------------------------------ |
| 鄉道 | 下茄荖～一東寮 | 2.150     | 起點（中彰投120線岔路）－慶功街－原新街914巷－原新街－－終點（舊線岔路） |
| 鄉道 | 溪尾寮～下茄荖 | 2.439     | 鄉道                                                                     |

1. 1983年：原彰投13線延長，並改編為中彰投120線，新編打鐵山～莿桐腳線為,里程4.300K。
2. 1986年：全線改編，彰13線成為空號。

- 現況：路線尚存，第一代路線為今日之中彰投120線，第二代路線為今。

- 彰75線：

- 起訖點：三橋～萬年
- 詳細起點：今日員林市三和里、三橋里三橋，岔路上。
- 詳細終點：今日員林市三條里、萬年里松仔腳，岔路上。
- 里程：1.370k（1961年）、1.358k（1976年）
- 歷史沿革：

1. 1961年：彰75線起訖點三橋～萬年
2. 1976年：里程修短為1.358K，路線起點名誤植為杉橋
3. 1983年：全線解編，彰75線成為空號。

- 現況：路線尚存，為今員林市三條街。

- 彰88線：

- 起訖點：新莊～社頭
- 詳細起點：今日永靖鄉新莊村、田尾鄉新興村新莊，岔路上。
- 詳細終點：今日社頭鄉社頭村、廣興村社頭，舊線（員集路二段）岔路上。
- 里程：4.740k（1961年）、2.890k（1976年）
- 歷史沿革：

1. 1961年：彰88線起訖點陳厝厝～社頭（陳厝厝為實際地名，非誤繕）
2. 1976年：前段改線，路線改線為新莊～社頭線。
3. 1983年：前段路線改回原線，並改編號為，1976年前段延長並編列為，彰88線成為空號。

- 現況：路線尚存，為今，1976年起點至現今之部分編為（當時起點位於今日岔路上）。

- 彰91線：

- 起訖點：東州～三條圳
- 詳細起點：今日溪州鄉舊眉村、東州村東州，舊線（登山路四段）岔路上。
- 詳細終點：今日溪州鄉三條村、三圳村、菜公村三條圳，岔路上。
- 里程：0.960k（1961年）、1.900k（1976年）
- 歷史沿革：

1. 1961年：彰91線起訖點潮興～舊社。
2. 1976年：彰91線改改線為東州～三條圳線，原潮興～舊社線解編為市區道路。
3. 1983年：全線併入，彰91線成為空號。

- 現況：路線尚存，第一代路線為今日社頭鄉社石路，第二代路線為今。

- 彰149線：

- 起訖點：瓦磘厝～太平
- 詳細起點：今日埔心鄉瓦中村瓦磘厝，岔路上。
- 詳細終點：今日埔心鄉太平村、經口村太平，岔路上。
- 里程：2.785k（1961年）、2.235k（1976年）
- 歷史沿革：

1. 1961年：彰149線起訖點瓦磘厝～太平。
2. 1976年：路線里程縮減為2.235k。
3. 1983年：本線後段改編為，彰149線成為缺號。

- 現況：路線尚存，前段路線為今東明路、明聖路三段－四段，後段為今彰85線。

- 彰186線：

- 本編號從未使用於任何鄉道路線上，推測為預留埤頭鄉境內或跨縣市鄉道改編所用。

- 彰191線：

- 本編號從未使用於任何鄉道路線上，曾為溪湖環河路二段～北斗台1線（沿著河邊經過田尾、埤頭）共13.016k的預定路線，1994年9月24日將至鹿島橋被列入，2017年11月13日此段被調整成彰193鄉道。2018年11月26日：網友詢問鄉道疑問，管理單位回應：彰191線預計於員林大道一段~員林大道三段；起為員林大道三段與員東路二段路口至員林大道一段與員集路二段路口為止；員林大道三段至六段為，員林大道一段與員林大道七段為。

- 彰194線：

- 本編號從未使用於任何鄉道路線上。

- 彰196線：

- 本編號從未使用於任何鄉道路線上。

- 彰197線：

- 本編號從未使用於任何鄉道路線上。

- 彰198線：

- 本編號從未使用於任何鄉道路線上。

- 彰198線：

- 本編號從未使用於任何鄉道路線上。

- 彰200線：

- 本編號從未使用於任何鄉道路線上。

- 彰202線：

- 本編號從未使用於任何鄉道路線上。

- 彰203線：

- 本編號從未使用於任何鄉道路線上。

- 彰204線：

- 本編號從未使用於任何鄉道路線上。

- 彰205線：

- 本編號從未使用於任何鄉道路線上。

- 彰207線：

- 本編號從未使用於任何鄉道路線上。

- 彰208線：

- 本編號從未使用於任何鄉道路線上。